# 필립 앨퍼드

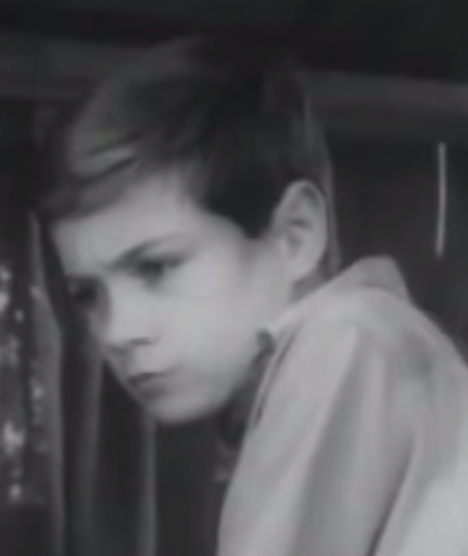

필립 앨퍼드(Phillip Alford, 1948년 9월 11일 ~ )는 미국의 배우, 텔레비전 배우이다. 개즈던에서 태어났다.

## 영화
- 셰넌도어 (1965년)
- 알라바마 이야기 (1962년) - 젬 역
- 디즈니랜드 (1954년) - 제이스 랜더스 역